# Eusattodera intermixta
Eusattodera intermixta är en skalbaggsart som först beskrevs av Henry Clinton Fall 1910.  Eusattodera intermixta ingår i släktet Eusattodera och familjen bladbaggar. Inga underarter finns listade i Catalogue of Life.